# Râul Valea Albă, Vărbilău
Râul Valea Albă este un curs de apă, afluent al râului Vărbilău. 

## Hărți
- Harta Județului Prahova
- Harta Muntii Grohotiș [nefuncțională – arhivă]